# 스뱌토슬라프 리흐테르
스뱌토슬라프 테오필로비치 리흐테르(러시아어: Святосла́в Теофи́лович Рихтер, 우크라이나어: Святослав Теофілович Ріхтер, Sviatoslav, Richter , 1915년 3월 20일(율리우스력 3월 7일) ~ 1997년 8월 1일)는 소련의 피아노 연주자로, 20세기 가장 뛰어난 연주자로 평가받고 있다. 해석의 깊이와 레파토리의 넓이, 탁월한 연주법으로 유명하다.

## 생애
우크라이나 지토미르 태생이며, 폴란드 태생의 독일인인 부친으로부터 피아노의 솜씨를 물려받고, 15세경부터 무용곡을 반주하였다. 23세 때 모스크바 음악원에 입학, 10년 동안은 겐리흐 네이가우스에게서 가르침을 받았고, 1945년 소련 음악콩쿠르 피아노 부문에서 우승하였다. 1960년 처음 미국을 방문하여 연주회를 가졌고, 이후 1962년 유럽을 돌며 연주회를 열어 블라디미르 호로비츠와 어깨를 나란히 하는 연주자가 되었다.
연주에서는 중량감이 있으며, 따뜻하고 색채가 풍성하다. 손이 크고, 굵은 손가락으로 섬세한 뉘앙스를 내었다. 스케일도 크고 내용도 깊다. 베토벤, 슈만, 슈베르트, 드뷔시, 라흐마니노프, 쇼스타코비치, 프로코피예프의 작품 등 연주 범위가 넓다. 같은 곡이라도 때에 따라 치는 방식이 다르나, 어느 음반도 수준 이상이었다. 로스트로포비치와 함께 연주한 베토벤의 <첼로 소나타 전집>에서 뛰어난 솜씨를 보였다.